# Campeonato Europeo de la UEFA Sub-19 2003
El Campeonato Europeo de la UEFA Sub-19 2003 se llevó a cabo en 5 ciudades de Liechtenstein del 16 al 26 de julio y contó con la participación de 8 selecciones juveniles de Europa provenientes de una eliminatoria.
Italia venció en la final a Portugal para conseguir su tercer título continental de la categoría.

## Participantes
| - Austria - República Checa - Inglaterra - Francia | - Italia - Liechtenstein (anfitrión) - Noruega - Portugal |

## Sedes
| Ciudad  | Estadio                 | Equipo(s) Local(es)    | Capacidad |
| ------- | ----------------------- | ---------------------- | --------- |
| Vaduz   | Rheinpark Stadion       | FC Vaduz Liechtenstein | 3,654     |
| Balzers | Sportplatz Rheinau      | FC Balzers             | 2,500     |
| Eschen  | Sportpark Eschen-Mauren | USV Eschen/Mauren      | 2,100     |
| Triesen | Blumenau Stadium        | FC Triesen             | 1,500     |
| Schaan  | Sportanlage Rheinwiese  | FC Schaan              | 1,500     |

## Fase de grupos

### Grupo A
| Selección     | Pts | PJ | PG | PE | PP | GF | GC | Dif |
| ------------- | --- | -- | -- | -- | -- | -- | -- | --- |
| Italia        | 7   | 3  | 2  | 1  | 0  | 7  | 2  | +5  |
| Portugal      | 5   | 3  | 1  | 2  | 0  | 8  | 3  | +5  |
| Noruega       | 4   | 3  | 1  | 1  | 1  | 4  | 4  | 0   |
| Liechtenstein | 0   | 3  | 0  | 0  | 3  | 2  | 12 | -10 |

| 16 de julio de 2003 | Liechtenstein | 0:5 (0:1) | Portugal                                                                          | Rheinpark Stadion, Vaduz   |                            |
|                     |               | Reporte   | João Pereira 17' · Hugo Almeida 63' · Alabor 73' · Fonseca 82' · Paulo Sérgio 84' | Árbitro(s): Nikolai Ivanov | Árbitro(s): Nikolai Ivanov |

| 16 de julio de 2003 | Noruega | 0:1 (0:0) | Italia       | Sportplatz Rheinau, Balzers     |                                 |
|                     |         | Reporte   | Aquilani 89' | Árbitro(s): Athanassios Briakos | Árbitro(s): Athanassios Briakos |

| 18 de julio de 2003 | Portugal   | 1:1 (0:0) | Italia   | Sportpark Eschen-Mauren, Eschen |                            |
|                     | Daniel 49' | Reporte   | Lodi 58' | Árbitro(s): Michael Weiner      | Árbitro(s): Michael Weiner |

| 18 de julio de 2003 | Liechtenstein | 1:2 (1:2) | Noruega                 | Blumenau Stadium, Triesen |                           |
|                     | Maierhofer 4' | Reporte   | Poljac 28' · Bühler 37' | Árbitro(s): Selçuk Dereli | Árbitro(s): Selçuk Dereli |

| 20 de julio de 2003 | Portugal              | 2:2 (0:2) | Noruega                         | Sportsplatz Rheinwiese, Schaan |                         |
|                     | Paulo Sérgio 61', 80' | Reporte   | Johannesen 3' · Daniel Holm 21' | Árbitro(s): Ruud Bossen        | Árbitro(s): Ruud Bossen |

| 20 de julio de 2003                                                                         | Italia                                                      | 5:1 (2:0) | Liechtenstein | Sportplatz Rheinau, Balzers     |                                 |
|                                                                                             | Della Rocca 11' · Palladino 39' · Laner 53', 67' · Lodi 55' | Reporte   | Büchel 68'    | Árbitro(s): Carlos Megía Dávila | Árbitro(s): Carlos Megía Dávila |
| Liechtenstein se convierte en el primer país anfitrión en quedarse fuera en fase de grupos. |                                                             |           |               |                                 |                                 |

### Grupo B
| Selección       | Pts | PJ | PG | PE | PP | GF | GC | Dif |
| --------------- | --- | -- | -- | -- | -- | -- | -- | --- |
| Austria         | 7   | 3  | 2  | 1  | 0  | 7  | 3  | +4  |
| República Checa | 7   | 3  | 1  | 1  | 1  | 7  | 7  | 0   |
| Inglaterra      | 3   | 3  | 1  | 0  | 2  | 3  | 5  | -2  |
| Francia         | 0   | 3  | 0  | 2  | 1  | 4  | 6  | -2  |

| 16 de julio de 2003 | Inglaterra  | 1:2 (1:1) | Austria                 | Sportsplatz Rheinwiese, Schaan |                           |
|                     | Downing 36' | Reporte   | Mössner 5' · Säumel 60' | Árbitro(s): Selçuk Dereli      | Árbitro(s): Selçuk Dereli |

| 16 de julio de 2003 | Francia                   | 3:3 (1:1) | República Checa                              | Rheinpark Stadion, Vaduz        |                                 |
|                     | Grax 6' 63' · Idangar 70' | Reporte   | Mikolanda 26' · Procházka 87' · Matula 90+3' | Árbitro(s): Carlos Megía Dávila | Árbitro(s): Carlos Megía Dávila |

| 18 de julio de 2003 | Francia | 0:2 (0:1) | Inglaterra                      | Sportpark Eschen-Mauren, Eschen |                         |
|                     |         | Reporte   | Ridgewell 41' · Routledge 90+2' | Árbitro(s): Ruud Bossen         | Árbitro(s): Ruud Bossen |

| 18 de julio de 2003 | República Checa | 1:4 (1:3) | Austria                              | Sportsplatz Rheinwiese, Schaan  |                                 |
|                     | Mikolanda 10'   | Reporte   | Schicker 36', 45' · Kienast 38', 54' | Árbitro(s): Athanassios Briakos | Árbitro(s): Athanassios Briakos |

| 20 de julio de 2003 | República Checa                          | 3:0 (1:0) | Inglaterra | Sportpark Eschen-Mauren, Eschen |                            |
|                     | Nachtman 47' · Brodský 54' · Siranec 63' | Reporte   |            | Árbitro(s): Michael Weiner      | Árbitro(s): Michael Weiner |

| 20 de julio de 2003 | Austria     | 1:1 (0:0) | Francia    | Blumenau Stadium, Triesen  |                            |
|                     | Čehajić 82' | Reporte   | Grax 90+2' | Árbitro(s): Nikolai Ivanov | Árbitro(s): Nikolai Ivanov |

## Fase final

### Semifinales
| 23 de julio de 2003 | Austria                          | 3:6 (2:2, 3:3) (t.s.) | Portugal                                                                            | Rheinpark Stadion, Vaduz   |                            |
|                     | Salmutter 24', 28' · Mössner 84' | Reporte               | Hugo Almeida 31' · Organista 38' · Paulo Sérgio 54' 103' · Pedro Pereira 100', 104' | Árbitro(s): Michael Weiner | Árbitro(s): Michael Weiner |

| 23 de julio de 2003 | Italia      | 1:0 (0:0) | República Checa | Rheinpark Stadion, Vaduz        |                                 |
|                     | Pazzini 57' | Reporte   |                 | Árbitro(s): Carlos Megía Dávila | Árbitro(s): Carlos Megía Dávila |

### Final
| 26 de julio de 2003 | Italia                       | 2:0 (2:0) | Portugal | Rheinpark Stadion, Vaduz  |                           |
|                     | Della Rocca 3' · Pazzini 27' | Reporte   |          | Árbitro(s): Selçuk Dereli | Árbitro(s): Selçuk Dereli |

## Campeón
| Eurocopa Sub-19 2003 |
| -------------------- |
| Bandera de Italia    |
| Italia 3º Título     |